# تيدي تينمار
تيدي تينمار (بالفرنسية: Teddy Tinmar)‏ مواليد 30 مايو 1987 في بوندي، سين سان دوني، فرنسا، هو عداء فرنسي متخصص في سباق 100 متر.

## الميداليات
| الميدالية | المسابقة                       |
| --------- | ------------------------------ |
| فضية      | بطولة العالم لألعاب القوى 2011 |
| برونزية   | بطولة أوروبا لألعاب القوى 2014 |

## روابط خارجية
- تيدي تينمار على موقع الاتحاد الدولي لألعاب القوى (الإنجليزية)
- تيدي تينمار على موقع الاتحاد الفرنسي لألعاب القوى (الفرنسية)
- تيدي تينمار على موقع الدوري الماسي (الإنجليزية)